# 프세볼로트 비시넵스키

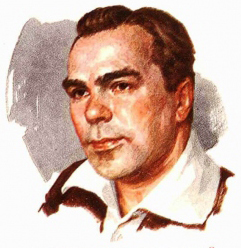

프세볼로트 비탈리예비치 비시넵스키(러시아어: Всеволод Витальевич Вишневский, 1900년 12월 21일 ~ 1951년 2월 28일)는 소비에트 연방의 극작가다.
페트로그라드 10월 혁명에서 20년까지의 내전에 참가하였다. 그 후 문필활동으로 들어가 <제1기 병사단> <최후의 결전> <낙천적 비극>등 일련의 혁명적 로맨티시즘의 희곡을 발표했다. 이들의 작품은 모두 내전(內戰)을 제재로 한 연극에 특유한 국면의 긴박과 격변을 나타내는 급속한 장면의 전환, 짧은 에피소드의 교대로 당시의 극단에 신풍을 가져왔다.